# Marlyn Wescoff Meltzer
Marlyn Wescoff Meltzer (1922-4 de diciembre de 2008) fue una de las seis programadoras originales de ENIAC, la primera computadora digital electrónica de uso general.
Las otras cinco miembros fueron Kathleen McNulty Mauchly Antonell, Jean Jennings Bartik, Betty Snyder Holberton, Frances Bilas Spence y Ruth Teitelbaum.

## Biografía
Marlyn nació en Filadelfia, se graduó en la Universidad del Temple en 1942. Más tarde ese mismo año fue contratada por la escuela de ingenieriía eléctrica de Moore, de  la Universidad de Pensilvania, para realizar cálculos meteorológicos, principalmente porque ya sabía operar con máquinas de sumar. En 1943 fue contratada para el cálculo de trayectorias balísticas, que en esa época se logró mediante el uso de calculadoras mecánicas manuales de escritorio. En 1945 fue seleccionada para convertirse en una de las primeras programadoras del grupo ENIAC. Las otras cinco miembros fueron Kathleen McNulty Mauchly Antonelli, Jean Jennings Bartik, Betty Snyder Holberton, Frances Bilas Spence y Ruth Lichterman Teitelbaum

## ENIAC
Tanto Marlyn como sus compañeras acabarían desapareciendo de la historia en un principio, ya que, aunque fueron mencionadas en Mujeres del ENIAC (Woman of the ENIAC), en aquella época las mujeres eran muy poco reconocidas sobre su trabajo en computación, mientras que los hombres ingenieros que construyeron la máquina se volvieron famosos debido a que la ENIAC se convirtió en una máquina muy importante en aquella época.  En 1947 renunció a ser parte del equipo para casarse, antes de que la ENIAC se traladase al Aberdeen Proving Ground en Maryland.

## Voluntariado
Marlyn disfrutó como voluntaria en la biblioteca Shir Ami y en la hora de cuentos de la escuela dominical. También contribuyó a lo largo de diez años al programa de Meals on Wheels de Greenwood House en Ewing (Nueva Jersey); que se encargaba de ofrecer comidas a domicilio a aquellas personas que no podían comprar o preparar sus propias comidas. Fue tesorera de Trenton/Lawrenceville en la sección de Hadassah y una miembro activa de mujeres en Greenwood House.

## Muerte
Marlyn falleció el 7 de diciembre de 2008, en Yardley, Condado de Bucks, Pensilvania, Estados Unidos.

## Legado
Su nombre, junto con el de las otras programadoras originales, fue incluido en el Women in Technology International Hall of Fame en 1997, por su trabajo en la programación de la ENIAC.
Este premio fue creado en 1996 por Women in Technology International (WITI) para reconocer, honrar y promover las contribuciones sobresalientes que las mujeres hacen en las comunidades científicas y tecnológicas que mejoran y desarrollan nuestra sociedad. 
Su trabajo en el ENIAC y en la Universidad de Pensilvania fue reconocido más tarde en el documental de 2010 Top Secret Rosies: The Female 'Computers' of WWII.